# Carlos Banda
För fotbollsspelaren med samma namn, se Carlos Banda (född 1977).
Carlos Banda, född 28 mars 1978, är en svensk fotbollstränare.
Carlos Banda var fotbollsspelare fram till året 1999, då en ljumskskada satte stopp för den karriären. Vid spelarkarriärens slutskede spelade han i Division 2 med FC Café Opera. Därefter har han tränat Brommapojkarnas ungdomslag, senare blev det olika ungdomslag i Hammarby. Under denna tid genomgick han GIH:s (Gymnastik- och idrottshögskolan) idrottsledarutbildning. 
Den 3 december 2009 blev det klart att Banda skulle bli den andra halvan av Djurgårdens tränarduo tillsammans med Lennart Wass från och med säsongen 2010. Den 5 oktober 2010 tillkännagav Djurgården att man hade förlängt Bandas kontrakt med 2 år, det vill säga med säsongerna 2011 och 2012. Efter att Djurgården inlett Allsvenskan 2011 historiskt dålig ersattes Banda/Wass som huvudtränare av Magnus Pehrsson under pågående säsong. Banda fick då rollen som assisterande tränare.
Den 10 juli 2012 meddelade Djurgården att Banda skulle lämna klubben för att återvända till Hammarby, där han fått rollen som assisterande tränare till huvudtränaren Gregg Berhalter . Säsongen 2014 tog Nanne Bergstrand över Hammarby och Banda fortsatte som assisterande. 2015 förde tränarduon upp Stockholmsklubben i allsvenskan. 
Tränarkarriär
- Brommapojkarna, ungdomslag BP DFF, J19 (2023-)
- FC Linköping City, A-laget, huvudtränare (2021-2021) (2 månader)

- Hammarby IF, A-laget, assisterande (2012–2016)
- Djurgårdens IF, A-laget (2010–2012; assisterande 2011–2012)
- Hammarby IF, juniorlaget (2006–2009)
- Hammarby IF, pojkallsvenska laget (2003–2005)
- Brommapojkarna, ungdomslag

## Spelarkarriär
- FC Café Opera (–1999)